# Riabilitazioni di Orazio
Riabilitazioni di Orazio (Rettungen des Horaz) è un saggio filosofico di Gotthold Ephraim Lessing del 1754. È stato tradotto nel 1992 in italiano.

## Contenuto
Nel libro Lessing si pone l'obiettivo di ricostruire il passato, ma anche il presente andando alle fonti dirette, per evitare i travisamenti delle varie tradizioni autoritarie. Lessing concepisce la religione come una costruzione ideologica, indispensabile alla coesione ideologica della comunità. I dogmi e la dottrina religiosi sono delle insane aggiunte alla religione naturale. 
Lessing espresse un giudizio articolato su Lutero e la riforma protestante, unanimemente considerato un momento storico di libertà e di progresso, ma Lessing criticò l'intolleranza di Lutero contro un poeta da lui stesso perseguitato. Lessing segue le idee illuministiche il cui fulcro è far fronte ai pregiudizi e mostrare tutto nella sua vera luce.